# Rezerva generală a aviației
Rezerva generală a aviației fu la prima azienda industriale aeronautica di Romania. Fu fondata ai tempi della prima guerra mondiale e faceva parte della Direzione aeronautica a Marelui quartier generale delle forze armate. Fu attiva dal 27 settembre 1916 al 1 luglio 1920, a Iași e Bucarest. Nell'ambito della Rezervei generale a aviției vennero montati e riparati motori aeronautici e velivoli.

## Storia
Per armare le forze armate per la campagna di Romania, il 27 settembre 1916, venne creato a Iași l'officina per la riparazione di velivoli e motori a Cotroceni e Băneasa. Così inizia la Rezerva generală a aviației, con materiali e macchinari da Cotroceni e Băneasa. Nella primavera del 1917, l'organizzazione militare dell'aeronautica era parte della Rezerva generală a aviației, subordinata alla Direcției aeronautice. Alla direzione Rezervei generale a aviație cìerano l'ing. Constantin Silișteanu e il sottotenente Petre Macavei.
L'attività della Rezerva generală a aviației era la riparazione e manutenzione degli aeromobili anche d'addestramento. La missione francese del generale Henri Mathias Berthelot, fece sì che l'azienda montò anche velivoli francesi, così che la Rezervei generale a aviației montò e riparò aeromobili per un totale di 242 esemplari e 545 motori aeronautici.
La Rezervei generale a aviației smantellò la sede di Iași nel novembre 1919, e il materiale trasferito a Bucarest. Successivamente, il 1 luglio 1920, la denominazione della fabbrica di Bucarest fu cambiata in Arsenalul aeronautic.